# Bangkok Noi
Bangkok Noi (in thailandese: บางกอกน้อย) è uno dei 50 distretti (khet) della città di Bangkok, in Thailandia.